# Alchemilla pentaphylloides
Alchemilla pentaphylloides é uma espécie de rosácea do gênero Alchemilla, pertencente à família Rosaceae.